# Madison (Kansas)
Madison é uma cidade localizada no estado americano de Kansas, no Condado de Greenwood.

## Demografia
Segundo o censo americano de 2000, a sua população era de 857 habitantes.
Em 2006, foi estimada uma população de 771, um decréscimo de 86 (-10.0%).

## Geografia
De acordo com o United States Census Bureau tem uma área de
1,6 km², dos quais 1,6 km² cobertos por terra e 0,0 km² cobertos por água. Madison localiza-se a aproximadamente 334 m acima do nível do mar.

## Localidades na vizinhança
O diagrama seguinte representa as localidades num raio de 28 km ao redor de Madison.